# G. C. Edmondson
G. C. Edmondson (eigentlich José Mario Garry Ordoñez Edmondson y Cotton ; geboren am 11. Oktober 1922 in Tabasco, Mexiko; gestorben am 14. Dezember 1995 in Chula Vista, Kalifornien) war ein amerikanischer Schriftsteller, der vor allem für seine Science-Fiction-Romane bekannt ist.

## Leben
Edmondson war der Sohn von William J. Edmondson and Edith, geborene Cotton. Während des Zweiten Weltkriegs von 1942 bis 1946 diente er beim US Marine Corps. Er soll in Wien Medizin studiert und zeitweise als Hufschmied gearbeitet haben.
1955 erschien eine erste SF-Erzählung, Blessed are the Meek, in Astounding, weitere Geschichten folgten, insbesondere die Mad Friend-Serie, in der launig die Abenteuer des mysteriösen „verrückten Freundes“ erzählt werden. 1965 erschienen diese Geschichten als Fix-up zusammen mit The Ship That Sailed the Time Stream, Edmondsons erstem Roman, in einem Band als Ace Double. Der Roman erzählt von einem Kutter der amerikanischen Marine, das 1000 Jahre in der Zeit zurückversetzt wird und einige Abenteuer in der Welt der Wikinger erlebt. Der Roman wurde 1966 für den Nebula Award nominiert.
Neben seinen belletristischen Arbeiten schrieb er eine Reihe von Sachbüchern über Metallarbeiten und Motorenbau.
Er war dreimal verheiratet, zuletzt mit Carmen Medrano Paez, und hatte vier Kinder.

## Geburtsort
Als Geburtsort wird in seinem Nachruf Rachauchitlán im Bundesstaat Tabasco in Mexiko genannt. Andere Schreibweisen des sonst nicht nachgewiesenen Ortes sind Rachuachitlan und Rascuachitlan in Robert Reginalds SF-Lexika.
Allerdings wird dort Edmondson selbst folgendermaßen zitiert:

„There is a tiny verse about my natal village, Villa Hermosa de Rascuachitlan, which might be helpful in visualizing the terrain:
Un pinche petate fue mi cuna

en tristes panales me envolvieron.

Tan rechingada fue mi fortuna

que pura verga a mamar me dieron.
Though he’s eager to disclaim it, I believe the author was Antonio Plazas.“

Villahermosa ist die größte Stadt im Bundesstaat Tabasco, könnte also als Geburtsort gelten, wenn es sich nicht überhaupt um eine Mystifikation Edmondsons handelt.
Abweichende Angaben nennen als Geburtsort den US-Bundesstaat Washington und Guatemala.

## Bibliographie
Cunningham Equations (Romantrilogie, mit C. M. Kotlan)
- 1 The Cunningham Equations (1986)
- 2 The Black Magician (1986)
- 3 Maximum Effort (1987)

Mad Friend (Kurzgeschichtenserie)
- 1 The Misfit (1959)
- 2 From Caribou to Carry Nation (1959)
- 3 The Galactic Calabash (1960)
- 4 The Sign of the Goose (1960)
- 5 The Country Boy (1961)
- 6 The World Must Never Know (1963)
- 7 The Third Bubble (1964)
- 8 Nobody Believes an Indian (1970)
  - Deutsch: Wer glaubt schon einem Indianer. In: Wulf Bergner (Hrsg.): Der vierte Zeitsinn. Heyne SF&F #3402, 1974, ISBN 3-453-30297-4.
- Stranger Than You Think (Sammlung von #1–7 der Serie, 1965)
- Written on the Water (1981)

The Ship That Sailed the Time Stream (Romandilogie)
- 1 The Ship That Sailed the Time Stream (1965)
  - Deutsch: Kleines Schiff im Strom der Zeit. Goldmann SF #0210, 1975, ISBN 3-442-23210-4.
- 2 To Sail the Century Sea (1981)

Romane
- Chapayeca (1971, auch als Blue Face, 1972)
  - Deutsch: Wann erobern wir die Welt? Goldmann SF #0234, 1976, ISBN 3-442-23234-1.
- Variant: Blue Face (1972)
- T.H.E.M. (1974)
  - Deutsch: Die A.N.D.E.R.E.N. Goldmann Science Fiction #0232, 1976, ISBN 3-442-23232-5.
- The Aluminum Man (1975)
  - Deutsch: Der Aluminium-Mann. Goldmann Science Fiction #0237, 1976, ISBN 3-442-23237-6.
- The Man Who Corrupted Earth (1980)
- als John Cleve mit Andrew J. Offutt: Star Slaver (Spaceways #12, 1983)
- mit C. M. Kotlan: The Takeover (1984)

Kurzgeschichten
- Blessed Are the Meek (1955)
- The Inferlab Project (1956)
- Technological Retreat (1956)
- The Status Quo Peddlers (1957)
- The Demancipator (1957)
- Rescue (1957)
  - Deutsch: Rettung. In: Anthony Boucher (Hrsg.): 16 Science Fiction Stories. Heyne-Anthologien #5, 1964.
- Renaissance (1957)
- A Pound of Prevention (1958)
- Ringer (1960)
  - Deutsch: Begegnung mit einem Engel. In: Wulf H. Bergner (Hrsg.): Die Menschenfarm. Heyne SF&F #3081, 1966.
- The Tempolluters (1972)
- One Plus One Equals Eleven (1973)
- Tube (1974)
- All That Glitters (1980)
- Strong Blood (1990)

Sachbücher
- mit LeRoy A Scheck: Practical Welding (1976, 2. Aufl. 1984)
- mit Richard L. Little: Diesel Mechanics: An Introduction (1982)
- mit T. J. Roybal: The Basic Book of Home Maintenance and Repair (1979)